# Alexei Wladimirowitsch Schindin

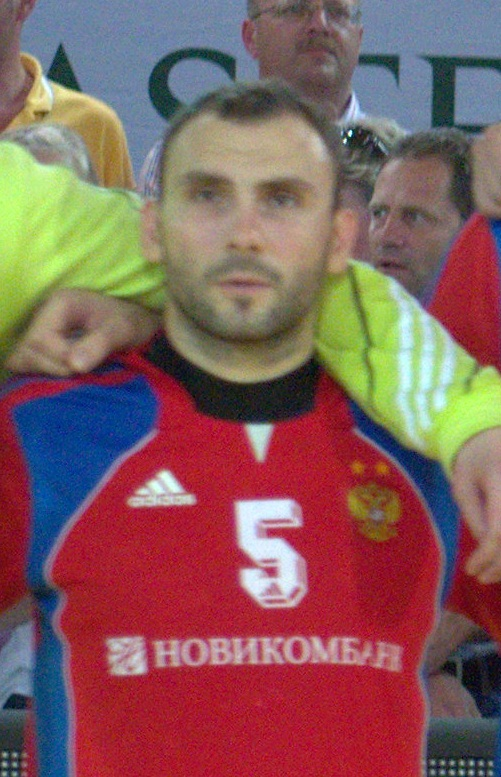
Alexei Schindin 2013

Alexei Wladimirowitsch Schindin (russisch Алексей Владимирович Шиндин; * 16. September 1981 in Toljatti) ist ein russischer Handballspieler.

## Leben und Wirken
Der 1,79 Meter große und 76 Kilogramm schwere rechte Außenspieler stand seit 2001 bei SKIF Krasnodar unter Vertrag. Mit diesem Verein spielte er in den Spielzeiten 2007/2008 und 2009/2010 im EHF-Pokal, 2003/2004, 2005/2006 und 2008/2009 im EHF Challenge Cup und 2006/2007 im Europapokal der Pokalsieger. Zuvor spielte er bei GK Lada Toljatti. 2010 wechselte er zu GK Newa St. Petersburg, mit dem er im EHF Champions League 2010/11 und 2011/12 jeweils in der Gruppenphase ausschied. 2012 unterschrieb er beim ukrainischen Verein HK Dinamo Poltawa, kehrte aber bereits im November 2012 nach Russland zu GK Permskije Medwedi zurück. 2014 gewann er mit Medwedi den russischen Pokal.
Alexei Schindin steht im Aufgebot der russischen Nationalmannschaft, so für die Europameisterschaft 2010. Er nahm an der Weltmeisterschaft 2013 teil. Bisher bestritt er 15 Länderspiele, in denen er 20 Tore erzielte. (Stand: 1. Februar 2013)